# Fuldski ljetopisi
Fuldski ljetopisi ili Fuldski anali (lat. Annales Fuldenses; Annales regni Francorum orientalis), istočnofranačka kompilacija kronika iz 9. stoljeća koje obrađuju događaje od zadnjeg razdoblja vladavine kralja Luja I. Pobožnog († 840.) do završetka karolniške vlasti koja je započela 900. godine stupanjem kralja Ludviga IV. Djeteta (899. – 911.) na prijestolje. Opisani događaji nastali su na temelju svjedočanstva suvremenika, tako da je ova kronika jedan od primarnih izvora za povijest Karolinga. Njen pandan je kronika Bertinski ljetopisi nastala na prostoru Zapadne Franačke.

## Autorstvo i rukopisi
Prema nepouzdanoj tradiciji utvrđenoj prema rubnim bilješkama u jednom od rukopisa kronika, glavna kronika je podijeljena na tri dijela, od kojih je prvi (714. – 838.) navodno napisao poznati franački ljetopisac Einhard (o. 775. - 840.), autor životopisa Karla Velikog († 814.), drugi (838. – 863.) s većom vjerojatnošću Rudolf od Fulde, a treći (864. – 887.) Rudolfov učenik Meginhard. U obradi događaja od 714. do 830. godine, Fuldski ljetopisi se oslanjanju na Anale franačkog kraljevstva i Lorške anale, a nakon toga su opisani događaji relativno neovisni o drugim predlošcima.

## Sadržaj ljetopisa
Neovisni dio sadržaja obrađuje razdoblje kasne vladavine i smrt kralja Luja I. Pobožnog († 840.), nakon čega se nadovezuje na podjelu Franačkog Carstva Verdunskim ugovorom 843. godine. Poslije 860. godine, radnja anala se prebacuje poglavito na događaje u Istočnoj Franačkoj, kralja Ludviga Njemačkog († 876.) i njegove sinove. Osim toga, u analima se opisuje vinkiško pustošenje dijelova Franačkog Carstva od 845. godine nadalje te iznimne prirodne pojave poput prolaska kometa, potresa i epidemija. Radnja ljetopisa završava se s godinom 901. i početkom vladavinom kralja Ludviga Djeteta.

## Značaj ljetopisa za hrvatsku povijest srednjeg vijeka
U Fuldskom ljetopisu sačuvala se i crtica o ranosrednjovjekovnoj hrvatskoj povijesti. Autor kronike pripovijeda da je knez Ljudevit Posavski došao 823. godine k Ljudemislu koji ga je dao ubiti na prevaru.

## Vanjske poveznice
- Rudolf od Fulde – Katolička enciklopedija (engl.)